# The Hockey News
Hokejske novice (izvirno The Hockey News) je severnoameriška revija, ki jo izdaja založniška hiša Transcontinental. Revijo The Hockey News ali THN sta ustanovila Ken McKenzie in Bill Cote leta 1947. Odtlej je verjetno najbolj znana hokejska publikacija v Severni Ameriki. 
THN natisne 26 rednih izdaj in 4 posebne izdaje na leto. 
Revija v prvem planu pokriva ligo NHL, pri čemer se zanaša na lokalne pisce, ki pokrivajo vsako moštvo. Revija ima 225.000 bralcev na izdajo. Manjši razdelki v reviji pokrivajo nižji, mladinski, univerzitetni in mednarodni hokej na ledu. Letne izdaje vsebujejo Pregled nabora, Pogled v prihodnost in Letopis. 
THN je možno naročiti v Severni Ameriki in Evropi, digitalno pa po vsem svetu. Revijo je možno dobiti tudi v mnogih trafikah po Severni Ameriki. 
Jason Kay je trenutni glavni urednik, veteranski pisec je Ken Campbell. K reviji prispeva tudi Adam Proteau.
Bivši glavni urednik je Bob McKenzie, komentator na TSN, kot tudi producent na TSN, Steve Dryden.
Leta 2008 je osebje revije THN sodelovalo pri izboru IIHF Moštva zvezd stoletja.